# Евсевий (историк)
Вижте пояснителната страница за други личности с името Евсевий.
Евсевий (на гръцки: Ευσέβιος; на латински: Eusebios) e историк от Късната Античност.
Живял е през края на 3 век. Според Евагрий Схоластик, историк от 6 век, той е написал история за времето на римските императори от Август до Кар. Неговото произведение се състои от най-малко девет книги, написано на йонийски гръцки и е силно ориентирано на Херодот. Запазени са два фрагмента.